# Zygophyxia roseocincta
Zygophyxia roseocincta är en fjärilsart som beskrevs av W. Warren 1899. Zygophyxia roseocincta ingår i släktet Zygophyxia och familjen mätare. Inga underarter finns listade i Catalogue of Life.